# Grahovac
Grahovac (en serbe cyrillique: Граховац) est un village de l'ouest du Monténégro, dans la municipalité de Nikšić.

## Histoire
Grahovac a été le théâtre de la bataille de Grahovac qui s'est déroulée du 28 avril au 1er mai 1858. Le grand duc Mirko Petrović Njegoš, le frère du prince Danilo, y remporta avec ses 7 500 hommes une bataille décisive contre les Turcs qui furent mis en déroute. Un important arsenal tomba entre les mains des Monténégrins. Pour commémorer cette victoire, le futur roi Nicolas Ier de Monténégro fit élever l'église du Saint-Sauveur (Црква светог спаса et Crkva svetog spasa) à l'emplacement même de la tente de Husein-pacha qui conduisait l'armée ottomane ; l'église, construite en 1864, possède une iconostase qui date de 1907.

## Démographie

### Évolution historique de la population[1]
| 1948 | 1953 | 1961 | 1971 | 1981 | 1991 | 2003 |
| ---- | ---- | ---- | ---- | ---- | ---- | ---- |
| 269  | 289  | 265  | 264  | 214  | 188  | 119  |